# Gwangju Open 2025
Il Gwangju Open 2025 è stato un torneo maschile di tennis professionistico. È stata l'8ª edizione del torneo, facente parte della categoria Challenger 75 nell'ambito dell'ATP Challenger Tour 2025, con un montepremi di 100 000 $. Si è giocato dal 21 al 27 aprile 2025 sui campi in cemento del Jinwol International Tennis Court di Gwangju, in Corea del Sud.

## Partecipanti

### Teste di serie
| Nazionalità | Giocatore           | Ranking* | Testa di serie |
| ----------- | ------------------- | -------- | -------------- |
| Australia   | Adam Walton         | 86       | 1              |
| Stati Uniti | Christopher Eubanks | 110      | 2              |
| Stati Uniti | Brandon Holt        | 116      | 3              |
| Australia   | Tristan Schoolkate  | 120      | 4              |
| Australia   | Li Tu               | 172      | 5              |
| Giappone    | James Trotter       | 176      | 6              |
| Francia     | Térence Atmane      | 177      | 7              |
| Australia   | James McCabe        | 181      | 8              |

* Ranking al 14 aprile 2025.

### Altri partecipanti
I seguenti giocatori hanno ricevuto una wild card per il tabellone principale:
- Chung Hyeon
- Chung Yun-seong
- Kwon Soon-woo

Il seguente giocatore è entrato in tabellone con il ranking protetto:
- Jason Kubler

I seguenti giocatori sono passati dalle qualificazioni:
- Park Ui-sung
- Hsu Yu-hsiou
- Kaichi Uchida
- Ilia Simakin
- Rio Noguchi
- Marat Sharipov

Il seguente giocatore è entrato in tabellone come lucky loser:
- Viktor Durasovic

## Punti e montepremi
| Torneo    | Torneo              | V     | F     | SF    | QF    | 2T    | 1T  | Q | Q2  | Q1  |
| Singolare | Punti               | 75    | 44    | 22    | 12    | 6     | 0   | 4 | 2   | 0   |
| Singolare | Premi in denaro ($) | 9 880 | 5 820 | 3 450 | 2 000 | 1 165 | 720 | – | 360 | 185 |
| Doppio    | Punti               | 75    | 44    | 22    | 12    | –     | 0   | – | –   | –   |
| Doppio    | Premi in denaro ($) | 4 250 | 2 450 | 1 480 | 880   | –     | 500 | – | –   | –   |

## Campioni

### Singolare
Jason Kubler ha sconfitto in finale  Alibek Kačmazov con il punteggio di 7–5, 6(7)–7, 6–3.

### Doppio
Ray Ho /  Matthew Romios hanno sconfitto in finale  Vasil Kirkov /  Bart Stevens con il punteggio di 6–3, 7–6(6).